# 威化岛

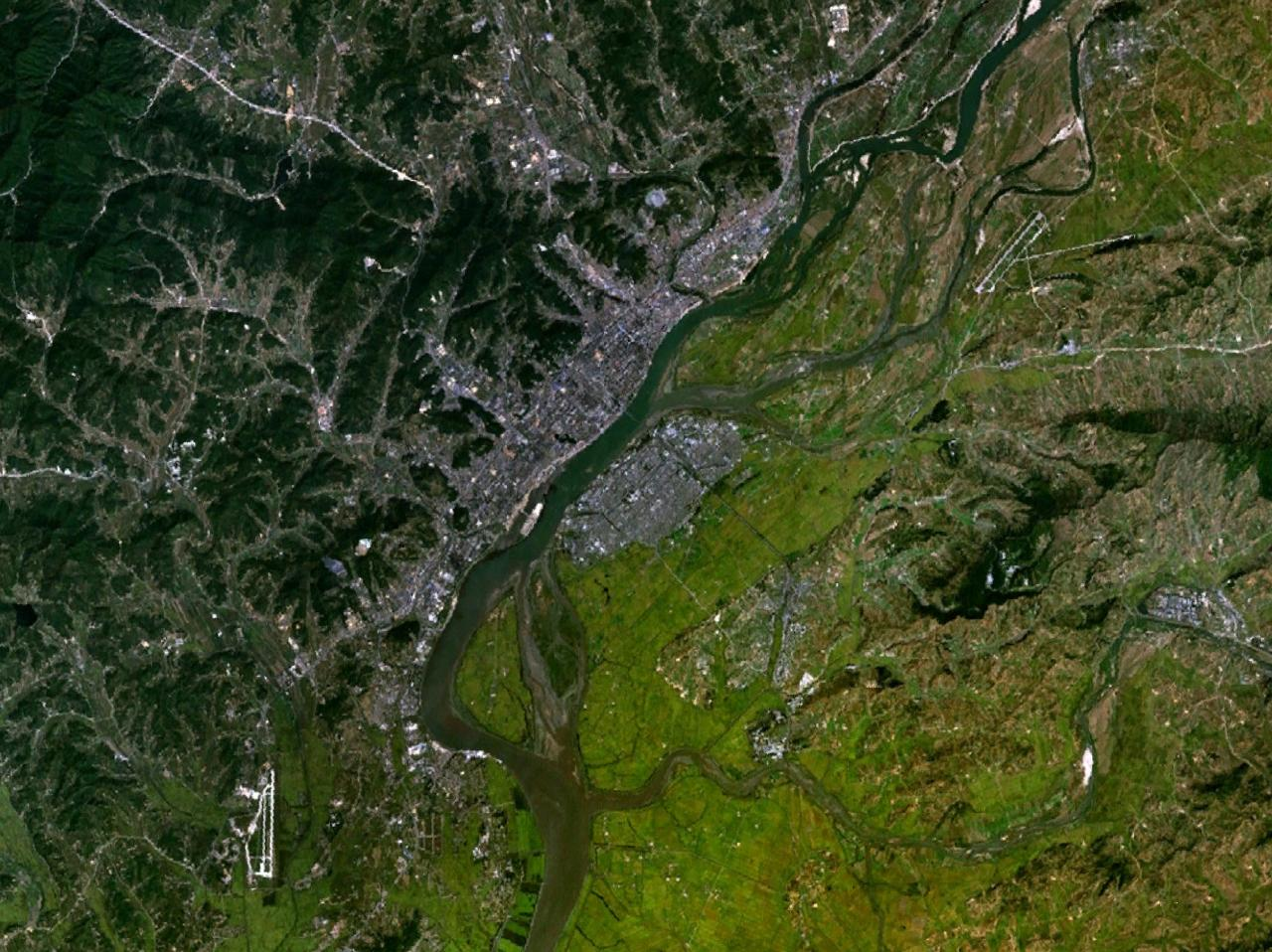
新義州市街卫星图的上流（右上）为威化島

威化岛是位于中国与朝鲜边境的一个江中岛屿，在鸭绿江中岛屿属于较大的一个，面積12.27平方公里，而江中大岛屿在中国朝鲜划定边界时往往都是属于朝鲜一方。
在历史上威化岛有過許多事件，在1392年，高麗大将军李成桂与曹敏修奉命联合蒙古打击成立不久的明朝时，曾在此屯兵，但后因李成桂了解新兴的明朝实力故没有奉命攻打辽东，转而挥兵指向高丽王京开城，发动兵谏，废除高丽王辛禑和处死主张亲元朝的崔莹。
現在威化岛下游几公里处的新义州国际经济地区为中國內地和朝鮮之间的国境貿易区。。